# Akcent (socjolingwistyka)
Akcent (ang. accent) – sposób wymowy charakterystyczny dla pewnej osoby, obszaru lub grupy użytkowników języka. Akcent może być związany nie tylko z lokalizacją geograficzną (akcent regionalny/geograficzny), lecz także ze statusem socjoekonomicznym, przynależnością etniczną, kastą lub klasą społeczną (akcent socjalny) czy też wpływem języka ojczystego (akcent obcy).
Akcent tworzą takie cechy jak wymowa głosek i prozodia. Choć gramatyka, leksyka i inne właściwości językowe mogą iść w parze z akcentem, w językoznawstwie pojęcie akcentu odnosi się do różnic w wymowie; termin „dialekt” określa zaś szerszy zakres cech językowych. Akcent może stanowić jeden z elementów dialektu. W Wielkiej Brytanii akcenty uważa się za niezależne od dialektów.